# Jan Blaauw

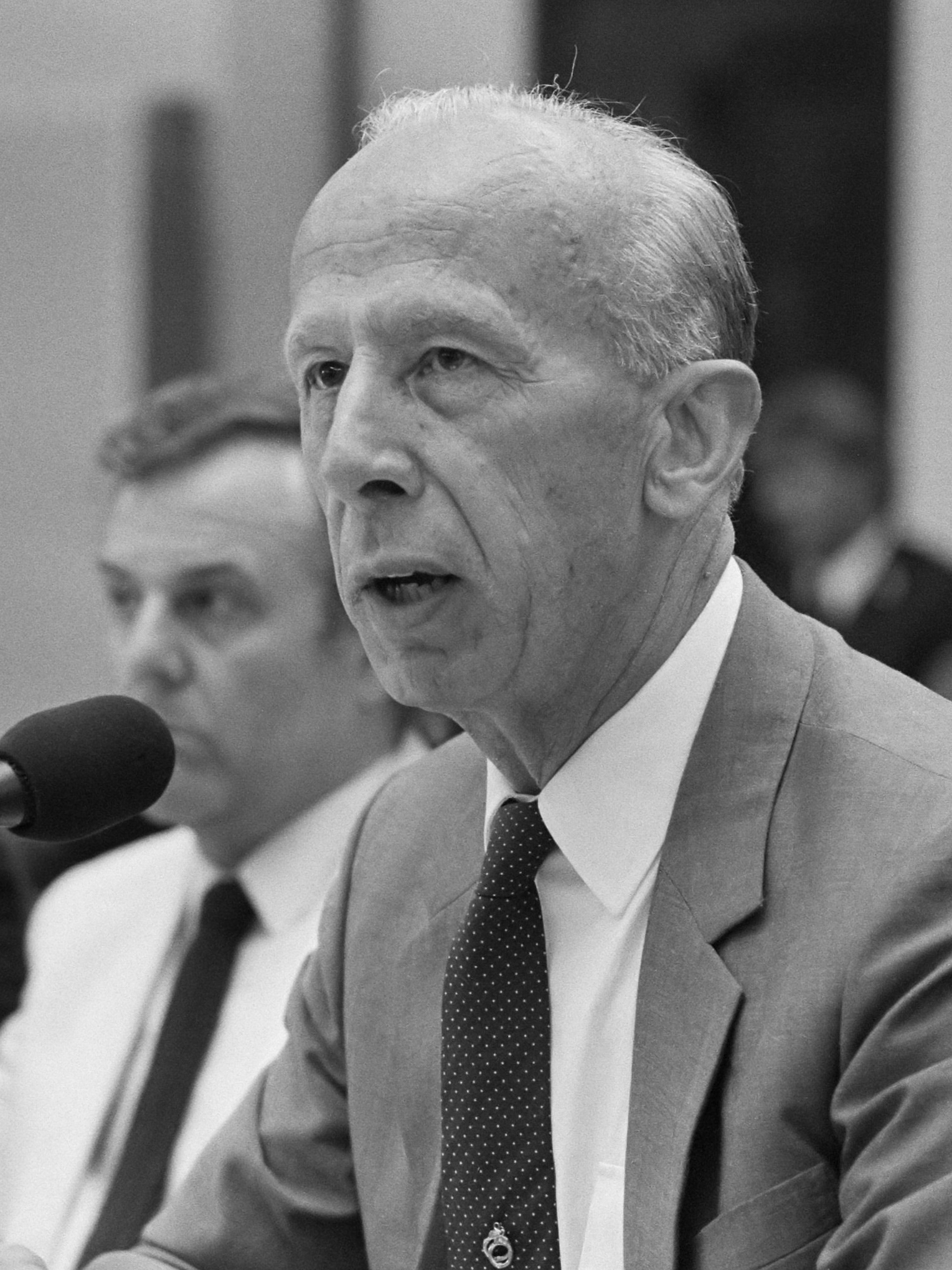
Jan Blaauw (1986)

Johannes Albertus (Jan) Blaauw (Nieuw-Buinen, 2 april 1928 – Berkel en Rodenrijs, 20 december 2020) was een Nederlands politieman en publicist.
Hij heeft veertig jaar bij de Rotterdamse politie gewerkt, onder andere bij de recherche, en putte daaruit de inspiratie voor zijn boeken, waarin hij gedetailleerd talrijke moordzaken beschreef.

## Levensloop
Hij begon zijn carrière in 1950 als agent bij het politiebureau Charlois. Begin jaren 60 werkte hij bij de zedenpolitie. In 1971 was hij de eerste Nederlander die een opleiding volgde bij de FBI. Ook werkte hij voor de kinderpolitie, afdeling moordzaken en de narcoticabrigade. Uiteindelijk werd hij hoofdcommissaris bij de politie van Rotterdam.
Blaauw stond bekend als een man van de harde lijn. Ooit pleitte hij voor het opsluiten van voetbalvandalen in een werkkamp. Na de kritiek die de term "werkkamp" uitlokte stelde hij voor het dan maar een "inspannings- en opvangcentrum voor stenenverplaatsende voetbalsupporters" te noemen.
In mei 1988 ging hoofdcommissaris en plaatsvervangend korpschef Jan Blaauw met pensioen waarna hij zich toelegde op het schrijven van boeken, met name over geruchtmakende moordzaken uit het verleden. Ook speelde hij een belangrijke rol in de afwikkeling van de Puttense moordzaak. Regelmatig zocht hij de publiciteit om in zijn ogen slecht recherchewerk aan de kaak te stellen.
Hij overleed op 92-jarige leeftijd. In 2023 werd in zijn woonplaats Berkel en Rodenrijs een plein naar hem vernoemd.

## Zeven D's
Blaauw leverde belangrijke bijdragen aan het onderwijs van politiemensen. In 1988 publiceerde hij het handboek Criminele tactiek waarin hij agenten waarschuwt voor corruptie. Hij noemde daarvoor de vuistregel van Zeven  D's die tot corruptie kunnen leiden. Te weten:  Dames, Drank, Dubbeltjes, Drugs, Dalven (bedelen), Dobbelen en Dirty tricks.

## Familie
Bertus, later bij de politie te Rotterdam Jan genoemd, is de broer van de jurist Johannes Henderikus (Henk) Blaauw (1924-2017) die een grote carrière bij de rechterlijke macht heeft gemaakt tot en met het lidmaatschap van de Raad van State. Hun vader Johan Blaauw was agent van gemeentepolitie in Groningen en daarna Rijksveldwachter.